# 巴扎尔·锡林迪布
巴扎尔·锡林迪布（羅馬化：Bazaryn Shirendev，1911年5月16日—2001年3月8日），蒙古族，蒙古国库苏古尔省新伊德尔县人，蒙古历史学家、政治家。

## 生平
早年，锡林迪布被送入努赫特（Nükht）寺的喇嘛学校，但他几次逃出，最终被送入库苏古尔省第一所世俗学校。后来，他继续在车车尔勒格农业学校学习了两年。1930年，他开始在楚鲁特县的公社担任干事。1932年，他被派往布里亚特共和国首府乌兰乌德的蒙古工人专科（rabfak）。此后，他在莫斯科的卢那察尔斯基学院及伊尔库茨克师范学院历史系学习。1941年初，他回到蒙古，成为乔巴山的助理，在戈壁地区工作。1943年，他被送回莫斯科，学习苏联共产党的战时工作。
从1944年至1948年，锡林迪布担任蒙古人民革命党中央委员会书记（负责宣传工作）。此外，从1944年至1953年，担任蒙古国立大学第二任校长。此后，他出任蒙古人民共和国教育部部长、部长会议副主席（负责教育和启蒙），直到1954年。此后，他担任部长会议第一副主席，任至1957年。他还从1950年至1957年担任蒙古和平委员会主席。自1949年至1951年，他担任国家小呼拉尔成员，并且代表蒙古人民革命党当选为大人民呼拉尔成员，连续当选至1982年。1960年代至1970年代，他担任大人民呼拉尔副主席。1947年12月，当选为蒙古人民革命党中央委员会政治局候补委员、中央委员会书记。从1954年11月至1958年3月，他担任政治局委员。从1966年至1981年，他在数次蒙古人民革命党代表大会上当选为中央委员会委员。
锡林迪布从莫斯科东方大学获得了历史学博士学位。1960年，被任命为科学及高等教育委员会主席，随后于1961年当选为新成立的蒙古科学院院士、院长。1970年至1982年，锡林迪布担任国际蒙古学大会常设委员会主席。当时他代表蒙古官方阐述蒙古历史，著有许多历史学著作，如《Mongolia on the Boundary of the 19th and 20th Centuries》、《History of the Mongolian People's Revolution》、《Bypassing Capitalism》，这些著作均被翻译为多种外文。
1982年1月14日，锡林迪布被撤销了蒙古科学院院长职务。1982年2月举行的蒙古人民革命党十八届四中全会上，将锡林迪布从蒙古人民革命党中央委员会中除名。
2001年，锡林迪布逝世。